# Arnoldas Mikelkevičius
Arnoldas Mikelkevičius (ur. 11 czerwca 1994) – litewski biathlonista.
W 2006 zajął drugie miejsce na uczniowskich mistrzostwach kraju na 3 km z czasem 12:31.
W 2007 został podwójnym mistrzem Litwy w swojej kategorii wiekowej (w sprincie oraz w biegu pościgowym).
W 2011 był 68. na 12,5 km na Europejskim Młodzieżowym Festiwalu Olimpijskim.
W 2012 wziął udział w Zimowych Igrzyskach Olimpijskich Młodzieży 2012, na których uplasował się na 46. pozycji w sprincie z czasem 24:02,1 i 47. w biegu pościgowym z czasem 39:42,0.